# Liste der denkmalgeschützten Objekte in Steyr-Hinterberg
Die Liste der denkmalgeschützten Objekte in Steyr-Hinterberg enthält die 7 denkmalgeschützten, unbeweglichen Objekte der Steyrer Katastralgemeinde Hinterberg (Stadtteil Münichholz).

## Denkmäler
| Foto |                 | Denkmal                                                                                      | Standort                                                              | Beschreibung | Metadaten |
| ---- | --------------- | -------------------------------------------------------------------------------------------- | --------------------------------------------------------------------- | --- | --- |
| ja   | Datei hochladen | Wohnhaus, ehem. Verwaltungsgebäude HERIS-ID: 107922 Objekt-ID: 125291seit 31. Dezember 2009  | Hans-Wagner-Straße 2, 4 Standort KG: Hinterberg                       | Teil der 1939–1945 errichteten Werksiedlung Münichholz. Hans Wagner-Straße 2: Ehem. Verwaltungsgebäude, Repräsentationsbau. Wuchtiger dreigeschoßiger Bau im Kreuzungsbereich Hans Wagner-Straße – Karl Punzer-Straße. Mit je einer Achse in beiden Straßenzügen vorspringend. Fassade Karl Punzer-Straße fünf-, Hans Wagner-Straße zehnachsig. Schlichte Fassadengestaltung, lediglich vertikale Faschen an den Gebäudekanten. Im Erdgeschoß offener Arkadengang mit rundbogigen Öffnungen und wuchtigen Säulen, an den Gebäudekanten Pfeiler. Große Fensteröffnungen im ersten Obergeschoß, Umrahmung mit Stabfaschen, Ohrenfaschen, im Sturzbereich mittig situierter Keilstein, Sohlbankgesims. Die Fenster des zweiten Obergeschoßes wesentlich kleiner, lediglich stabfaschenumrahmt. Fassadenabschluss durch reich profiliertes Traufgesims. Hofseitig drei Fensterachsen. Gebäudeabschluss durch wuchtiges steiles Walmdach, drei kleine Dachgaupen mit rundbogig schließenden Belichtungsöffnungen hofseitig und zur Karl Punzer-Straße, sechs Gaupen zur Hans Wagner-Straße. Hans Wagner-Straße 4: Dreigeschoßiges dreizehnachsiges Wohngebäude, die drei rechten Achsen eng beieinander liegend. Das Erdgeschoß rezent verändert. Die Fenster im ersten Obergeschoß deutlich größer als jene des zweiten Obergeschoßes. Äußerst schlichte Fassadengestaltung, lediglich die Fenster stabfaschenumrahmt. Fassadenabschluss durch reich profiliertes Traufgesims. Hohes Satteldach mit neun kleinen Dachgaupen mit rundbogig schließenden Fensteröffnungen. Hofseitig in etwa gleiche Fassadengestaltung. | BDA-Hist.: Q37811466 Status: § 2a Stand der BDA-Liste: 2025-06-30 Name: Wohnhaus, ehem. Verwaltungsgebäude GstNr.: .778/4, .778/2 Steyr Hans Wagner-Straße 2, 4                                                                                   |
| ja   | Datei hochladen | Werksiedlung HERIS-ID: 107942 Objekt-ID: 125314seit 31. Dezember 2009                        | Herta-Schweiger-Straße 1-35, ungerade Nummern Standort KG: Hinterberg | Teil der zwischen 1939 und 1945 errichteten Werksiedlung Münichholz. Sechs, jeweils aus drei Gebäuden zusammengesetzte Wohnblöcke, die durch Stichstraßen von der Herta Schweiger-Straße aus erschlossen werden. Die Blöcke sind so angeordnet, dass jeweils die Zugangs- bzw. die Gartenfassaden einander gegenüberliegen. Jeder Block besteht aus einem Mittel- sowie zwei Eckgebäuden. Zweigeschoßige Gebäude über niedrigem Kellerbereich. Äußerst schlichte Fassadengestaltung. Bei den Eckgebäuden in etwa gebäudemittig, bei den Zwischenhäusern gebäudemittig das segmentbogige Hausportal. Darüber auf zwei Ecksteinen ruhender flacher einachsiger Erker mit Walmdach. Beidseitig des Erkers jeweils die kleinen Fensteröffnungen der Sanitärbereiche. Bei den Eckgebäuden zu den Querfassaden hin zwei, sonst jeweils drei Fensteröffnungen beidseits des Erkers. Die Gartenfassaden bei den Eckgebäuden fünf-, bei den Zwischengebäuden sechsachsig. Eine Achse jeweils als schmales Doppelfenster ausgebildet. Die Querfassaden jeweils zweiachsig mit einachsigem Giebelgeschoß. Steile Satteldächer, bei den Eckgebäuden gartenseitig jeweils zwei asymmetrisch angeordnete giebelständige Gaupen. - Herta Schweiger-Straße 1, 13, 25: Südliches Eckgebäude mit nach Westen gerichteter Gartenfassade. - Herta Schweiger-Straße 3, 15, 27: Mittelgebäude mit nach Westen gerichteter Gartenfassade. - Herta Schweiger-Straße 5, 17, 29: Nördliches Eckgebäude mit nach Westen gerichteter Gartenfassade. - Herta Schweiger-Straße 7, 19, 31: Nördliches Eckgebäude mit nach Osten gerichteter Gartenfassade. - Herta Schweiger-Straße 9, 21, 33: Mittelgebäude mit nach Osten gerichteter Gartenfassade. - Herta Schweiger-Straße 11, 23, 35: Südliches Eckgebäude mit nach Osten gerichteter Gartenfassade. | BDA-Hist.: Q37811509 Status: § 2a Stand der BDA-Liste: 2025-06-30 Name: Werksiedlung GstNr.: .434, .435, .436, .437, .438, .439, .440, .441, .442, .443, .444, .445, .446, .447, .448, .449, .450, .451 Steyr Herta Schweiger-Straße Werksiedlung |
| ja   | Datei hochladen | Plenklberg-Schule HERIS-ID: 107951 Objekt-ID: 125323seit 31. Dezember 2009                   | Karl-Punzer-Straße 3 Standort KG: Hinterberg                          | 1949 im Stil der Werksiedlung Münichholz errichtete Schule. Blockhaftes querrechteckiges zweigeschoßiges Hauptgebäude. Schlichte Fassadengestaltung lediglich durch profilierte Fensterumrahmungen, Fassadenabschluss durch reich profiliertes Traufgesims. Gliederung durch rhythmisierte Fensterachsen. Längsfassade zur Karl Punzer-Straße siebenachsig. Hauptzugang durch rundbogige Doppelarkaden, auf Säulen ruhend, an der nördlichen Gebäudeecke. Dort an der Decke Malerei von Otto Götzinger „Spielende Kinder“. An der Fassade zur Leo Gabler-Straße im Obergeschoß drei balkonartige Türöffnungen sowie große Uhr. Die Südfassade sechsachsig. An der Leo Gabler-Straße schließt ein schmälerer zweigeschoßiger elfachsiger Trakt an, an dessen nordwestlicher Ecke sich im Erdgeschoß je eine Arkade, auf einem Pfeiler ruhend, befindet. Die Gebäude schließen mit hohen Walmdächern mit kleinen Dachgaupen ab. Im Süden neuzeitlicher Turnsaalbau der über einen Gang mit dem Hauptgebäude verbunden ist. | BDA-Hist.: Q37811525 Status: § 2a Stand der BDA-Liste: 2025-06-30 Name: Plenklberg-Schule GstNr.: .898 |
| ja   | Datei hochladen | Kirchenanlage Steyr-Münichholz, Christkönig HERIS-ID: 113446 Objekt-ID: 131786seit 2020      | Karl-Punzer-Straße 45 Standort KG: Hinterberg                         | Dieser Eintrag fasst die zuvor getrennten Objekte Alte Pfarrkirche, Neue Pfarrkirche und Pfarrheim Münichholz zusammen, einzelne Beschreibungen siehe unter ehemalige Denkmäler. | BDA-Hist.: Q105647161 Status: Bescheid Stand der BDA-Liste: 2025-06-30 Name: Kirchenanlage Steyr-Münichholz, Christkönig GstNr.: .455, .928, .929, 413/3                                                                                          |
| ja   | Datei hochladen | Wohnhaus HERIS-ID: 107970 Objekt-ID: 125345seit 31. Dezember 2009                            | Karl-Punzer-Straße 46 Standort KG: Hinterberg                         | Fünfachsiges dreigeschoßiges traufständiges Wohnhaus der zwischen 1939 und 1945 errichteten Werksiedlung Münichholz. Schlichte Fassadengestaltung, die Öffnungen des Erdgeschoßes rezent verändert. Sämtliche Tür- und Fensteröffnungen stabfaschenumrahmt. Die höheren Fenster des ersten Obergeschoßes mit Ohrenfaschen. Fassadenabschluss durch profiliertes Traufgesims. Hofseitig sechs Achsen. Gebäudeabschluss durch ein hohes Satteldach, zur Karl Punzer-Straße zwei, hofseitig drei kleine giebelständige Dachgaupen. | BDA-Hist.: Q37811587 Status: § 2a Stand der BDA-Liste: 2025-06-30 Name: Wohnhaus GstNr.: .778/4 |
| ja   | Datei hochladen | Volks- und Hauptschule Punzerstraße HERIS-ID: 107971 Objekt-ID: 125346seit 31. Dezember 2009 | Karl-Punzer-Straße 73 Standort KG: Hinterberg                         | 1941 im Stil der Werksiedlung Münichholz errichtetes und 1955 aufgestocktes wuchtiges Schulgebäude über u-förmigem Grundriss. Schlichte Fassadengestaltung, lediglich die zum Teil länglich ausgeführten Fenster weisen stabfaschengerahmte Umrahmungen und teilweise querrechteckige Gitter auf. Fassadenabschluss durch profiliertes Traufgesims. In der dreizehnachsigen dreigeschoßigen Südfassade befindet sich im rechten Gebäudeteil der über drei rundbogige Arkadenöffnungen, die auf wuchtigen Pfeilern ruhen, erreichbare Hauptzugang. Die Rundungen mit profilierten Steingewänden betont. Im rechten Gebäudeteil monumentales Putzrelief Knabe mit Weltkugel und Mikroskop aus dem Jahr 1955. An der Ostfassade nach fünf Achsen von links geringfügiger Gebäuderücksprung, anschließend dreigeschoßiger dreiundzwanzigachsiger Trakt, dessen letzte Achse als flacher zweigeschoßiger Erker mit großen Fenstern und Walmdach ausgebildet ist. Die Nordfassade fünfachsig mit mittig situiertem segmentbogigen Portal mit Steingewände. Im Westen schließt an der Sepp Ahrer-Straße ein zweigeschoßiger zwölfachsiger Trakt an, der die Verbindung zum gleich hohen sechsachsigen Turnsaalgebäude herstellt. Alle Gebäude schließen mit Walm- bzw. Satteldächern ab. Im Dachbereich zahlreiche giebelständige Dachgaupen. | BDA-Hist.: Q37811599 Status: § 2a Stand der BDA-Liste: 2025-06-30 Name: Volks- und Hauptschule Punzerstraße GstNr.: .321 Volks- und Neue Mittelschule Punzerstraße                                                                                |
| ja   | Datei hochladen | Berufsschulzentrum HERIS-ID: 107982 Objekt-ID: 125358seit 31. Dezember 2009                  | Otto-Pensel-Straße 14 Standort KG: Hinterberg                         | 1967–1974 nach Entwürfen von Heribert Komlanz, Hedy und Michael Wachberger erbautes Berufsschulzentrum, bestehend aus kaufmännischer und gewerblicher Berufsschule, Werkstätten, Internat und Küchengebäude mit Speisesaal. Im Zentrum der Anlage befindet sich ein großer rechteckiger Hof. Der Hof wird außen von einem gedeckten Gang, eckige Betonsäulen die ein Flachdach stützen, umfangen. Von diesem zentralen Gang werden die einzelnen ein- bis viergeschoßigen solitären Gebäudeteile des Schulkomplexes erschlossen. Die einzelnen Gebäude mit unregelmäßiger Grundfläche schließen mit Flachdächern ab. Die Obergeschoße ruhen z. T. auf Stützen, die Belichtung erfolgt durch horizontale Fensterbänder. | BDA-Hist.: Q37811643 Status: § 2a Stand der BDA-Liste: 2025-06-30 Name: Berufsschulzentrum GstNr.: 357/6 |

## Ehemalige Denkmäler
| Foto |                 | Denkmal | Standort                                           | Beschreibung | Metadaten |
| ---- | --------------- | --- | -------------------------------------------------- | --- | --- |
| ja   | Datei hochladen | Kindergarten Objekt-ID: 125344von 31. Dezember 2009 bis 2018                                                | Karl-Punzer-Straße 45a Standort KG: Hinterberg     | Eingeschoßiger Kindergarten über hakenförmigem Grundriss, erbaut nach dem Zweiten Weltkrieg im Baustil der Werksiedlung Münichholz. Gartenseitig durch Geländeabtragung zweigeschoßig. Schlichte Fassadengestaltung, die rundbogig schließenden Fenster stabfaschenumrahmt, Fassadenabschluss durch reich profiliertes Traufgesims. Ostfassade achtachsig mit unregelmäßiger Achsaufteilung, Zugang in der vierten Achse von rechts, Nordfassade zweiachsig. Gebäudeabschluss durch hohes Walmdach mit kleinen Dachgaupen. | BDA-Hist.: Q37811576 Status: § 2a Stand der BDA-Liste: 2018-01-22 Name: Kindergarten GstNr.: .930 |
| ja   | Datei hochladen | Römerzeitliche Siedlung Münichholz HERIS-ID: Kein Wertvon 19. Mai 1995 bis 3. September 2010                | Münichholz Standort KG: Hinterberg                 | Vor Realisierung der Steyrer Nordspange wurde zeitgerecht jene Verdachtsfläche, die durch Streufunde aus der Römerzeit bereits bekannt war unter Denkmalschutz gestellt. Im Bereich der Straßentrasse wurden 1995/96 archäologische Grabungen durchgeführt und Reste eines römischen Gutshofes freigelegt. 1999 wurden die Grabungen auf dem nördlich der Straße gelegen Grundstück fortgesetzt und abgeschlossen. Die formelle Aufhebung des Denkmalschutzes erfolgte 2010. | BDA-Hist.: Q125118152 Status: Bescheid Stand der BDA-Liste: 2010-06-22 Name: Römerzeitliche Siedlung Münichholz GstNr.: 300/6, 300/19, 497/1                                                                 |
| ja   | Datei hochladen | Alte Pfarrkirche Münichholz Christ König und Pfadfinderhaus Objekt-ID: 125340von 31. Dezember 2009 bis 2019 | bei Karl-Punzer-Straße 45 Standort KG: Hinterberg  | 1946/47 als Notkirche errichtet. Schlichte Saalkirche im typischen Stil der 1940er Jahre. Rieselverputzte Fassaden, Betonung der Gebäudekanten durch Putzfaschen. An der giebelständigen Ostfassade horizontale Putzfasche zum Giebelgeschoß. Hier fassadenmittig der ursprüngliche Hauptzugang zur Kirche durch ein einfaches rundbogiges Portal. Am Putz ist über dem Portal noch der Verlauf des Daches der abgebrochenen ehemaligen Vorhalle zu erkennen. Die Belichtung der Kirche erfolgte durch schmale hohe rundbogig schließende Fenster, die außen stabfaschengerahmte Putzrahmungen mit mittigen Keilsteinen aufweisen. An der Ostfassade je eine Fensteröffnung links und rechts des Portales. Der Giebelbereich mit zwei kreisrunden Belichtungsöffnungen. An der Längsfassade vier Kirchenfenster, fassadenmittig leicht vorgebauter seitlicher Kircheneingang mit rundbogiger Portalöffnung und geschwungenem Vordach. Darüber ovale Belichtungsöffnung. Im Westen schließt an die Kirche leicht eingezogen das zweigeschoßige Pfadfinderhaus an. Rieselverputzte Fassaden, der Zugang erfolgt im Süden durch eine faschengerahmte segmentbogig schließende Tür. Die Fassaden dieses Gebäudes je zweiachsig. Abschluss der Baulichkeiten durch ein gemeinsames hohes Walmdach mit Krüppelwalm im Osten und kleinen Dachgaupen im Bereich des Pfadfinderhauses. Anmerkung: kein Abgang, sondern andere Fassung des Schutzobjekts, siehe Kirchenanlage Steyr-Münichholz | BDA-Hist.: Q26960662 Status: Bescheid Stand der BDA-Liste: 2019-01-23 Name: Alte Pfarrkirche Münichholz Christ König und Pfadfinderhaus GstNr.: .455 Steyr Karl Punzer-Straße 45 Alte Pfarrkirche Münichholz |
| ja   | Datei hochladen | Neue Pfarrkirche Münichholz Christ König samt Pfarrzentrum Objekt-ID: 125341von 31. Dezember 2009 bis 2019  | Karl-Punzer-Straße 45 Standort KG: Hinterberg      | 1964 vom Architektenteam Hans Riener und Helmut Kern errichtete Pfarrkirche. Blockhafter Kirchenbau mit im Süden anschließendem niedrigeren Seitenschiff. Die Eingangsfront wird durch eine im oberen Bereich vorspringende öffnungslose Betonwand aus verschiedenen Kuben geprägt. Die Längsfassaden sind hell verputzt. Die Belichtung des Innenraumes erfolgt je durch ein im Giebelbereich des Grabendaches situiertes dreieckiges Fensterband. Die Westfassade ist in Beton ausgeführt. Im Süden schließt ein eingeschoßiger flachgedeckter Betonanbau an. Schlichte Eingangssituation im Osten, Belichtung durch ein hoch situiertes schmales Fensterband. Vor der Kirche freistehender hoher siebengeschoßig wirkender Kirchturm, bestehend aus zwei durchgehenden öffnungslos ausgeführten Betonwänden, die durch vertikale Betonträger ausgesteift werden. Das oberste Turmgeschoß geschlossen ausgeführt, Turmabschluss durch hohes Metallkreuz. Im Süden der Kirche befindet sich das zweigeschoßige flachgedeckte Pfarrzentrum, ein blockhafter schlichter Betonbau mit zum Teil großzügiger Durchfensterung. Anmerkung: kein Abgang, sondern andere Fassung des Schutzobjekts, siehe Kirchenanlage Steyr-Münichholz | BDA-Hist.: Q21696132 Status: Bescheid Stand der BDA-Liste: 2019-01-23 Name: Neue Pfarrkirche Münichholz Christ König samt Pfarrzentrum GstNr.: .455, .928, 413/3 Neue Pfarrkirche Münichholz                 |
| ja   | Datei hochladen | Pfarrhof Objekt-ID: 125342von 31. Dezember 2009 bis 2019                                                    | bei Karl-Punzer-Straße 45a Standort KG: Hinterberg | 1950 im Stil der Werksiedlung Münichholz errichteter lang gestreckter zweigeschoßiger Pfarrhof über rechteckigem Grundriss. Schlichte Fassadengestaltung. Die Längsfassaden je neun-, die Querfassaden je dreiachsig. Die Fenster stabfaschengerahmt, Fassadenabschluss durch profiliertes Traufgesims. An der Südfassade Sockelgeschoß mit querrechteckigen Kellerbelichtungs- und Belüftungsöffnungen. Hauptzugang an der Ostfassade, mittig situiertes über eine Freitreppe erreichbares segmentbogiges Portal mit Steingewände. Darüber befindet sich ein kleiner Balkon mit Metallgitter. An der Nordfassade der Alten Pfarrkirche Münichholz gegenüber mittig situiertes eckiges Portal mit Steingewände, darüber kleiner Balkon der über eine eckige Tür erreichbar ist. Gebäudeabschluss durch ein hohes Walmdach mit kleinen giebelständigen Dachgaupen mit segmentbogigen Fenstern. Anmerkung: kein Abgang, sondern andere Fassung des Schutzobjekts, siehe Kirchenanlage Steyr-Münichholz | BDA-Hist.: Q37811565 Status: Bescheid Stand der BDA-Liste: 2019-01-23 Name: Pfarrhof GstNr.: .929 Steyr Karl Punzer-Straße 45a Pfarrhof                                                                      |
| ja   | Datei hochladen | Wohnhaus HERIS-ID: 108207 Objekt-ID: 125619von 31. Dezember 2009 bis 2023                                   | Franz-Sebek-Straße 45 Standort KG: Hinterberg      | An der Uferterrasse zur Enns und an der Hangkante zum Münichholzer Wald gelegenes langgestrecktes schlichtes eingeschoßiges Wohnhaus aus der 1. Hälfte des 19. Jahrhunderts. Längsfassade achtachsig, der südliche sechsachsige Gebäudeteil gemauert, der Nördliche als Schuppen in Holz ausgeführt. Äußerst schlichte Fassadengestaltung, lediglich die Fenster weisen Faschenumrahmungen auf. Zugang durch eine über Stufen erreichbare einfache Türöffnung in der zweiten Achse von rechts. Einachsige Querfassade. Das Gebäude schließt mit einem mäßig steilem Satteldach ab. | BDA-Hist.: Q37812430 Status: § 2a Stand der BDA-Liste: 2023-06-05 Name: Wohnhaus GstNr.: .133 |